# Dionysios von Milet
Dionysios von Milet war ein antiker griechischer Geschichtsschreiber. Er lebte im späten 6./frühen 5. Jahrhundert v. Chr.
Über das Leben des Dionysios, der als einer der frühesten griechischen Geschichtsschreiber gilt, ist fast nichts bekannt. Er soll ein Zeitgenosse des Hekataios von Milet gewesen sein.
Dem mittelbyzantinischen Lexikon Suda zufolge verfasste Dionysios unter anderem eine Geschichte nach Dareios in fünf Büchern, ein Werk über den Trojanischen Krieg in drei Büchern sowie eine „Persische Geschichte“ (Persika) in ionischem Griechisch. Von diesen Werken sind nur sehr wenige Fragmente erhalten. Felix Jacoby und andere Forscher haben vermutet, dass Dionysios als eine Quelle für Herodots Historien gedient hat, was aber umstritten ist (ablehnend z. B. Klaus Meister).